# Communauté de communes du Confluent et des Coteaux de Prayssas
La communauté de communes du Confluent et des Coteaux de Prayssas est une communauté de communes française, située dans le département de Lot-et-Garonne et la région Nouvelle-Aquitaine.

## Historique
Dans le cadre des dispositions de la loi portant nouvelle organisation territoriale de la République (Loi NOTRe) du 7 août 2015, qui prescrit que les établissements publics de coopération intercommunale (EPCI) à fiscalité propre doivent avoir, sauf exceptions,  un minimum de 15 000 habitants, le Schéma départemental de coopération intercommunale de Lot-et-Garonne approuvé par le préfet le 30 mars 2016 a prévu la fusion de : 

- communauté de communes du canton de Prayssas  (4 724 habitants répartis dans 10 communes) ;

- communauté de communes du Confluent (12970 habitants répartis dans 18 communes) ;
de manière à disposer d'un territoire cohérent structuré sur le territoire de la moyenne vallée de la Garonne, le découpage cantonal  et de la carte des aires de santé, et qui est couvert sur sa plus grande surface par le bassin de vie d'Aiguillon, et après avis des conseils communautaires et municipaux concernés,,,, l'arrêté préfectoral du 28 novembre 2016 décide cette fuision qui a pris effet le 1er janvier 2013,.
Saint-Laurent, antérieurement membre de la communauté de communes Albret Communauté rejoint en 2018  l'intercommunalité.

## Territoire communautaire

### Géographie
Le territoire communautaire est situé au centre du département de Lot-et-Garonne, à mi-chemin entre Bordeaux et Toulouse. Il est constitué par deux ensembles géographiques distincts :
- au sud, la vallée de la Garonne et ses affluents
- au nord les terrasses et coteaux bordés par le Lot.

Son territoire est structuré autour des quatre bourgs-centres :  Aiguillon, Port-Sainte-Marie (Lot-et-Garonne),  Damazan et Prayssas.
Selon le rapport d'activité 2022 de l'intercommunalité, son territoire accueille 3 500 entreprises et comprend 5 crèches et micro crèches et 64 assistantes maternelles agrées, 26 écoles, 2 collèges, un lycée, quatre centres de loisirs et deux espaces jeunes.

### Composition
En 2023, la communauté de communes est composée des 29 communes suivantes :

| Nom                   | Code Insee | Gentilé           | Superficie (km2) | Population (dernière pop. légale) | Densité (hab./km2) |
| --------------------- | ---------- | ----------------- | ---------------- | --------------------------------- | ------------------ |
| Aiguillon (siège)     | 47004      | Aiguillonnais     | 28,28            | 3 983 (2022)                      | 141                |
| Ambrus                | 47008      | Ambrusiens        | 12,35            | 109 (2022)                        | 8,8                |
| Bazens                | 47022      |                   | 12,21            | 504 (2022)                        | 41                 |
| Bourran               | 47038      | Bourranais        | 18,16            | 612 (2022)                        | 34                 |
| Clermont-Dessous      | 47066      | Clermontois       | 15,08            | 810 (2022)                        | 54                 |
| Cours                 | 47073      |                   | 11,43            | 193 (2022)                        | 17                 |
| Damazan               | 47078      | Damazanais        | 16,37            | 1 353 (2022)                      | 83                 |
| Frégimont             | 47104      |                   | 7,59             | 272 (2022)                        | 36                 |
| Galapian              | 47107      |                   | 9,25             | 334 (2022)                        | 36                 |
| Granges-sur-Lot       | 47111      | Grangeais         | 4,19             | 589 (2022)                        | 141                |
| Lacépède              | 47125      | Lacépédois        | 11,33            | 316 (2022)                        | 28                 |
| Lagarrigue            | 47129      | Lagarriguois      | 4,38             | 274 (2022)                        | 63                 |
| Laugnac               | 47140      | Laugnacais        | 17,35            | 692 (2022)                        | 40                 |
| Lusignan-Petit        | 47154      | Lusignanais       | 7,35             | 363 (2022)                        | 49                 |
| Madaillan             | 47155      | Madaillanais      | 24,39            | 664 (2022)                        | 27                 |
| Monheurt              | 47177      | Monheurtais       | 11,44            | 193 (2022)                        | 17                 |
| Montpezat             | 47190      | Montpezacais      | 24,19            | 562 (2022)                        | 23                 |
| Nicole                | 47196      | Nicolais          | 4,78             | 239 (2022)                        | 50                 |
| Port-Sainte-Marie     | 47210      | Portais           | 18,94            | 1 846 (2022)                      | 97                 |
| Prayssas              | 47213      |                   | 26,48            | 995 (2022)                        | 38                 |
| Puch-d'Agenais        | 47214      | Puchois           | 23               | 713 (2022)                        | 31                 |
| Razimet               | 47220      | Razimétains       | 7,18             | 300 (2022)                        | 42                 |
| Saint-Laurent         | 47249      |                   | 4,4              | 459 (2022)                        | 104                |
| Saint-Léger           | 47250      | Saint-Légérois    | 5,79             | 157 (2022)                        | 27                 |
| Saint-Léon            | 47251      | Saint-Léonnais    | 9,6              | 326 (2022)                        | 34                 |
| Saint-Pierre-de-Buzet | 47267      | Saint-Pierrois    | 8,52             | 276 (2022)                        | 32                 |
| Saint-Salvy           | 47275      |                   | 9,26             | 200 (2022)                        | 22                 |
| Saint-Sardos          | 47276      | Saint-Sardossiens | 14,46            | 292 (2022)                        | 20                 |
| Sembas                | 47297      |                   | 12,51            | 142 (2022)                        | 11                 |

### Démographie
| 1968   | 1975   | 1982   | 1990   | 1999   | 2010   | 2015   | 2021   |
| ------ | ------ | ------ | ------ | ------ | ------ | ------ | ------ |
| 17 019 | 16 000 | 16 213 | 16 456 | 16 744 | 18 012 | 18 288 | 17 900 |

## Organisation

### Siège
La communauté de communes a son siège à Aiguillon (Lot-et-Garonne), 30 rue Thiers.

### Élus
La communauté de communes est administrée par son conseil communautaire, composé pour la mandature 2020-2026  de 46 conseillers municipaux représentant chacune des  communes membres et répartis en fonction de leur population de la manière suivante : 

- 11 délégués pour Aiguillon ; 

- 4 délégués pour Port-Sainte-Marie ;

- 3 délégués pour Damazan ;

- 2 délégués pour Clermont-Dessous et, Prayssas ;

- 1 délégué ou son suppléant pour les autres communes.

Au terme des élections municipales de 2020 en Lot-et-Garonne, le conseil communautaire renouvelé a réélu son président, Michel Masset, maire de Damazan. Celui-ci, élu sénateur en 2023 ayant démissionné en application de la législation limitant le cumul des mandats en France, le conseil communautaire du 30 octobre 2023 a élu son nouveau président, José Armand, maire de  Monheurt, ainsi que ses neuf vice-présidents, qui sont, :
1. Philippe Bousquier, maire de Prayssas et conseiller départemental ;
2. Christian Girardi, maire d'Aiguillon  ;
3. Jacques Larroy, maire de Port-Sainte-Marie ;
4. Jacqueline Seignouret, maire de Montpezat ;
5. Christian Lafougère, maire de Ambrus ;
6. Francis Castell, maire de Bazens ;
7. Philippe Lagarde, maire de Lusignan-Petit ;
8. Stéphane Rossato, maire-adjoint de Damazan ;
9. Jean-Pierre Causero, maire de Clermont-Dessous.

Le bureau communautaire de la fin de la mandature 2020-20269 est constitué du président, des vice-présidents et d'autres membres, de manière que chaque commune y soit représentée par un et un seul représentant.

### Liste des présidents
| Période       | Période  | Identité      | Étiquette | Qualité |
| ------------- | -------- | ------------- | --------- | --- |
| janvier 2017  | 2023     | Michel Masset | SE-DVG    | Commerçant Maire de Damazan (2008 → 2023) Conseiller départemental de Lavardac (2015 → 2023 ) Président du président du syndicat de traitement des déchets du Lot-et-Garonne (? → 2023) Sénateur de Lot et Garonne (2023 → ) Démissionnaire à la suite de son élection comme sénateur |
| octobre 2023, | En cours | José Armand   | PS        | Instituteur Maire de Monheurt (2001 → ) |

### Compétences
L'intercommunalité exerce les compétences que les communes membres sui ont transférées, dans le cadre des dispositions du code général des collectivités territoriales. Il s'agit de : 
- Aménagement de l'espace ; schéma de cohérence territoriale,  plan local d'urbanisme et autres documents d'urbanisme[21] ;
- Développement économique ; zones d'activité ; politique locale du commerce et soutien aux activités commerciales d'intérêt communautaire ; promotion du tourisme, dont la création d'offices de tourisme ;
- Collecte et traitement des déchets des ménages et déchets assimilés
- Gestion des Milieux Aquatiques et Prévention des Inondations (GEMAPI) :  aménagement d'un bassin ou d'une fraction de bassin hydrographique ; entretien et l'aménagement d'un cours d'eau, canal, lac ou plan d'eau, y compris leurs  accès ; défense contre les inondations et contre la mer ; protection et restauration des sites, des écosystèmes aquatiques et des zones humides ainsi que des formations boisées riveraines ; animation et concertation dans le domaine de la gestion et de la protection de la ressource en eau et des milieux aquatiques dans un sous-bassin ou un groupement de sous-bassins, ou dans un système aquifère, correspondant à une unité hydrographique
- Assainissement des eaux usées ;
- Eau ;
- Protection et la mise en valeur de l'environnement et soutien aux actions de maîtrise de la demande d'énergie ;
- Politique du logement et du cadre de vie ;
- Voirie communale ;
- L'action sociale d'intérêt communautaire ;
- Maisons de services au public ;
- L'entretien et la gestion du Vélodrome de Betbèze à Damazan ;
- Prêt de matériel aux communes pour des manifestations d'intérêt communautaire ;
- Soutien aux associations pour des manifestations d'intérêt communautaire ;
- Accessibilité.

### Régime fiscal et budget
La communauté de communes est un établissement public de coopération intercommunale à fiscalité propre.
Afin de financer l'exercice de ses compétences, la communauté de communes perçoit une fiscalité additionnelle aux impôts locaux des communes, avec fiscalité professionnelle de zone (FPZ ) et sans fiscalité professionnelle sur les éoliennes (FPE).
Elle collecte également la taxe d'enlèvement des ordures ménagères (TEOM), qui finance ce service public.

### Effectifs
Pour la mise en oeuvre de ses compétences, en 2022, l'intercommunalité emploie 47 agents (soit 45,73 équivalents plein-temps).

## Projets et réalisations
Conformément aux dispositions légales, une communauté de communes a pour objet d'associer des « communes au sein d'un espace de solidarité, en vue de l'élaboration d'un projet commun de développement et d'aménagement de l'espace ».

## Pour approfondir